# منتخب روسيا لكرة القاعدة
منتخب روسيا الوطني لكرة القاعدة (بالروسية: Сборная России по бейсболу)‏ هو ممثل روسيا الرسمي في المنافسات الدولية في كرة القاعدة . تأسس في 1987.